# Odorrana utsunomiyaorum
Odorrana utsunomiyaorum  (лат.) — вид земноводных из семейства настоящих лягушек. Эндемик Восточной Азии: Япония (вымирающий вид, найден только на островах Рюкю: Ishigakijima и Iriomotejima). Встречаются в мелких водоёмах и вдоль берегов горных тропических лесов. Мельчайший вид из группы Odorrana narina group. Длина тела самцов от 40 до 48 мм, у самок от 46 до 58 мм.
Особенности размножения O. utsunomiyaorum сходны с видом Odorrana narina. Некоторые популяции O.amamiensis могут размножаться в октябре, а другие в марте. Самки откладывают до 100 яиц за одну кладку на камни под водой. Яйца желтовато-белые.
Вид O. utsunomiyaorum был впервые описан в 1994 году японским зоологом Масафуми Мацуи (Masafumi Matsui; Graduate School of Human and Environmental Studies, Киотский университет, Sakyo, Киото, Япония) под первоначальным названием Rana supranarina Matsui, 1994. O. utsunomiyaorum встречается только вдоль горных речек и в тех же местах, что и лягушки близкого вида Odorrana supranarina, но в отличие от него всегда выше их по высоте над уровнем моря.

## Охранный статус
Причины вымирания: фрагментация естественных лесов в местах обитания вида и хищничество естественных и инвазиных видов